# Dasyses colorata
Dasyses colorata är en fjärilsart som beskrevs av László Anthony Gozmány. Dasyses colorata ingår i släktet Dasyses och familjen äkta malar. Inga underarter finns listade i Catalogue of Life.